# برايس بورمان
برايس بورمان (بالإنجليزية: Bryce Boarman)‏ هو لاعب كرة قدم أمريكي في مركز الدفاع، ولد في 29 أغسطس 1990.